# Dave Matthews
Dave Matthews (ur. 9 stycznia 1967 w Johannesburgu) – amerykański muzyk południowoafrykańskiego pochodzenia, wokalista, gitarzysta, autor tekstów oraz muzyki, założyciel grupy Dave Matthews Band (1991).

## Życiorys
W wieku dwóch lat wyemigrował do USA i zamieszkał z rodziną w Westchester County w stanie Nowy Jork. Lata 70. XX wieku spędził w Cambridge w Anglii. Następnie osiadł w Nowym Jorku, gdzie w 1977 zmarł jego ojciec. Powrócił do ojczyzny w 1980. Spędziwszy kilka lat m.in. w Amsterdamie, w 1986 zatrudnił się jako barman w Charlottesville w stanie Wirginia.
W początkowym okresie występował amatorsko w licznych barach Charlottesville, wykonując własne piosenki, m.in. „I'll Back You Up”, „The Song That Jane Likes” i „Recently”. W 1991 sformował Dave Matthews Band, na który składali się oprócz niego Boyd Tinsley, Stefan Lessard, Carter Beauford, LeRoi Moore i Peter Griesar. Pierwszy publiczny występ zespołu miał miejsce 11 maja 1991 na przyjęciu, którego gospodarzem była Lydia Condor w South Street Warehouse (znanym jako The Pink Warehouse) w centrum Charlottesville.
Oprócz albumów nagranych z zespołem wydał solową płytę Some Devil, za którą otrzymał nagrodę Grammy w kategorii "Best Rock Vocal Performance – Male" za piosenkę „Gravedigger”. Dave Matthews znany jest również z regularnej współpracy z gitarzystą Timem Reynoldsem. Matthews wraz z Reynoldsem firmują dwupłytowe albumy koncertowe – Live at Luther College oraz Live at Radio City (ten ostatni, z kwietnia 2007 r., wydany również na płytach DVD). Koncerty Matthewsa i Reynoldsa mają zawsze charakter akustyczny.
Dave Matthews współpracował z wieloma znakomitymi muzykami, wśród których byli:
- Carlos Santana – piosenka "Love of My Life" z płyty Supernatural
- The Rolling Stones: album DVD Bridges To Babylon Tour 97-98 – wspólne wykonanie utworu "Wild Horses" oraz album DVD The Biggest Bang – wspólne wykonanie utworu "Let It Bleed"
- Blue Man Group – The Complex (piosenka "Sing Along", również udział w teledysku),
- Bela Fleck & The Flecktones – Left of Cool (piosenki "Communication" i "Trouble and Strife"),
- Robert Randolph & The Family Band – Colorblind (piosenka "Love Is the Only Way")
- Herbie Hancock "The Imagine Project" – Dave Matthews śpiewa w utworze "Tomorrow Never Knows".
- Johnny Cash – wspólne wykonanie piosenki "For You", ze ścieżki dźwiękowej filmu We Were Soldiers
- Emmylou Harris – wspólne wykonanie piosenki "My Antonina" z albumu Red Dirt Girl z 2000 roku
- Kenny Chesney – wspólne wykonanie piosenki I`m Alive z albumu Lucky Old Sun z 2008 roku

Dave Matthews wystąpił również w kilku filmach jako aktor m.in. Dzięki tobie, Winn-Dixie w reżyserii Wayne'a Wanga, Lake City, Żona Na Niby. 
Wystąpił również gościnnie w trzecim sezonie serialu Dr House w odcinku "Półgłówek" jako genialny pianista. Twórcy filmów często sięgają do utworów Matthewsa, m.in. jego najnowszy singiel "Fly" został wykorzystany w filmie Joshua.

## Instrumentarium
Źródło.
| - Martin DM3MD Steel 6-String Acoustic Guitar serial numbers 1, 2 and 3 - Martin HD-28V Steel 6-String Acoustic Guitar - Martin D-35 Steel 6-String Acoustic Guitar - Martin D12-28 Steel 12-String Acoustic Guitar - Taylor 914C Steel 6-String Acoustic Guitar - Taylor 714 Steel 6-String Acoustic Guitar - Taylor W65 Steel 12-String Acoustic Guitar - Taylor Custom Baritone Jumbo Guitar (Based on LKSM6) - Yamaha Country Jumbo CJ-818SB 6 String Guitar |  | - Gibson J-150 6 String Guitar - Gibson Chet Atkins SST Solid Body Acoustic Guitar (not used since 2000) - Lakewood M-32 Steel 6-String Acoustic Guitar - Veillette Gryphon - Veillette Baritone 12-String - Modulus Genesis Three SH - Jerry Jones Baritone Electric Guitar - Santa Cruz Bob Brozman Baritone - Dunlop Tortex .6mm Guitar Picks |  | - D'Addario EXP17 Strings (6-String) - D'Addario EJ39 Strings (12-String) - Matchless DC-30 Amplifier - Shure UHF Wireless System - Shure UHE Antenna Distro - UltraSound/BSS Audio Soundweb Custom Switcher - Korg DTR-1 Digital Tuner - Taylor GS7 - Taylor T5 - Taylor 854ce 12-string Acoustic Guitar |